# Teo Soon Kim
Teo Soon Kim (23 de junho de 1904 — 23 de abril de 1978) foi uma advogada em Singapura, Hong Kong, e na Inglaterra. Foi a primeira mulher admitida para a ordem dos advogados dos Estabelecimentos dos Estreitos, sendo também a primeira mulher advogada em Hong Kong e a terceira malaia-chinesa a tornar-se barrister na Inglaterra.

## Biografia
O pai de Teo, Teo Eng Hock, foi um barão ladrão de Teochew. Ela foi incentivada por seu pai a prosseguir com os estudos e frequentou a Escola Metodista para Meninas. Mais tarde, lecionou nesta escola por dois anos, mas o que realmente queria fazer era tornar-se uma advogada. Parte de sua motivação para seguir carreira na advocacia era pelo fato de existirem poucas mulheres na Ásia que tinham exercido tal profissão e nenhuma delas fora admitida pela ordem dos advogados da Singapura. Teo estudou, então, Direito na Universidade de Londres, vivendo neste período em Finchley. Em 1927, tornou-se a terceira mulher malaia a ser admitida na ordem dos advogados da Inglaterra e do País de Gales.
Teo voltou para a Singapura e casou-se com Lo Long Chi em dezembro de 1928. Em 1929, Teo foi admitida na ordem dos advogados da Singapura. Exerceu a advocacia por alguns anos no país depois de passar dois anos na China. Na Singapura, trabalhou com casos civis e criminais e apresentou argumentos perante a Suprema Corte em 1932. Teo foi a primeira mulher a defender sua posição na corte suprema, atraindo uma multidão que acompanhou nas galerias sua arguição. Em 1932, mudou-se para Hong Kong e foi a primeira mulher admitida na ordem dos advogados do país em agosto de 1932.
No início da década de 1920, Teo converteu-se para o Cristianismo. Em 2014, seu nome foi incluído no Singapura women's Hall of Fame.

### Nota
- Este artigo foi inicialmente traduzido, total ou parcialmente, do artigo da Wikipédia em inglês cujo título é «Teo Soon Kim», especificamente desta versão.